# Brotherobryum undulatifolium
Brotherobryum undulatifolium là một loài Rêu trong họ Dicranaceae. Loài này được Zanten mô tả khoa học đầu tiên năm 1964.